# Szigligeti vár
A Szigligeti vár a Balaton-felvidéken, Szigliget falu mellett, a Balaton egykori szigetét képező vulkanikus hegy kúpján emelkedik.

## Története
Legkorábbi részei a kettős torony között építtetett palotaszárny és az azokat övező kőfalak voltak – ezeket a pannonhalmi bencések építették 1260–1262 között. Ez annyira megtetszett IV. Béla királynak, hogy 1262-ben cserével megszerezte magának. A királyi vár felügyeletét  a Pok nemzetséghez tartozó Móriczhidai család látta el. 1441-ben I. Ulászló Némai Kolos Jeromosnak adományozta a várat, de 1445-ben már az Újlakiak kezében volt, és a családnál maradt 1521-ig. 1531-ben az akkoriban éppen Habsburg Ferdinánd királyt pártoló enyingi Török Bálint kapott rá adománylevelet, ezért parancsára Martonfalvay Imre deák vonult fel ostromára nagyobb sereggel. A felsővárral szembeni sziklára húzatta fel ostromágyúit, aminek láttán a megrémült őrség első szóra feladta posztját. Imre deák átépíttette és kibővíttette a várat; 1531–40 között írt naplójában több adat maradt fenn az ostromról illetve az építkezésről.
A Balaton vidékén rohamosan előrenyomuló török hódítókkal szemben Szigliget is részévé vált a végvárrendszernek. A tekintélyes nemesi származású lengyeltóti Lengyel család birtoklása idején leghíresebb várkapitánya, Magyar Bálint parancsolt benne. Magyar Bálint halála után 1573-tól a következő szigligeti várkapitány a sógora lengyeltóti Lengyel István (fl. 1567–1581) lett. A 16. században már elavult várnak számított, mivel nem esett bele a fontosabb hadjáratok útvonalába, elmaradt a korszerűsítése is. A korabeli krónikákat fellapozva tudjuk, hogy a somogyi partot uraló törökök sokszor áteveztek hajóikkal, hogy kirabolják a keresztény falvakat. Ellenük emelték a part menti magaslatra az „Óvárt”, ami a régészeti kutatások szerint a magyar naszádosok bázisa volt: innen figyelhették az ellenséges hajókat. 1645 körül a vár leégett, ekkor Lengyel Boldizsár újjáépíttette. Mint oly sok, hegycsúcson emelkedő középkori várét, Szigliget végzetét is egy villámcsapás okozta, ami felrobbantotta az egyik toronyban őrzött puskaport, és a tűzben leégtek a vár épületei 1697-ben. Az elszegényedett Lengyel família már nem állíttatta helyre, inkább a völgyben elterülő faluban emelt kúriát.
A török hódoltság után a vár elvesztette harcászati jelentőségét. 1702-ben I. Lipót más várakkal együtt ezt is leromboltatta, a Rákóczi-szabadságharc idején már használhatatlan volt. A köveket a környék lakossága építkezéseihez használta. 1913-ban, 1953-ban és 1965–66-ban megerősítették a falakat.
A vár a Nemzeti Várprogram harmadik ütemének helyszíne. Felújítását 2017/2018-tól kezdődően tervezik. 